# Soyouz TMA-18
Soyouz TMA-18 est une mission spatiale dont le lancement a eu lieu le 2 avril 2010 depuis le Cosmodrome de Baïkonour. Elle transporte trois membres de l'Expédition 23 vers la station spatiale internationale. Il s'agit du 105e vol d'un vaisseau Soyouz depuis le premier en 1967. Le vaisseau Soyouz doit rester amarré à l'ISS pendant toute la durée de l'expédition 23 afin de servir de véhicule d'évacuation d'urgence.

## Équipage

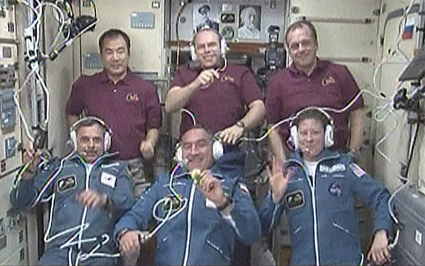
L'équipage de TMA-18 à bord de l'ISS

- Commandant : Alexander Alexandrovitch Skvortsov (1),  Russie
- Ingénieur de vol 1 : Mikhail Korniyenko (1),  Russie
- Ingénieur de vol 2 : Tracy Caldwell (2),  États-Unis

Le chiffre entre parenthèses indique le nombre de vols spatiaux effectués par l'astronaute, Soyouz TMA-18 inclus.

### Équipage de réserve
- Commandant : Aleksandr Samokutyayev,  Russie
- Ingénieur de vol 1 : Andrei Borisenko,  Russie
- Ingénieur de vol 2 : Scott J. Kelly,  États-Unis

## Déroulement

### Difficultés de désamarrage
L'atterrissage, initialement prévu à 04h35 UTC le 24 septembre 2010, a été reporté en raison de difficultés liées au désamarrage du vaisseau spatial Soyouz de l'ISS.
L'équipage est entré dans le Soyouz TMA-18 le 23 septembre 2010 et a fermé l'écoutille principale à 22h35 UTC. Skvortsov, Kornienko et Caldwell Dyson ont eu du mal à assurer l'étanchéité et ont été contraints d'ouvrir la trappe du Soyouz pour une inspection rapide. La trappe a ensuite été scellée, mais l'ingénieur de vol de l'Expédition 25, Fiodor Iourtchikhine, travaillant à l'intérieur de la station spatiale, a eu du mal à confirmer une étanchéité avec la trappe du côté de l'ISS de l'interface. Après une vérification approfondie des fuites, les contrôleurs de vol de Moscou ont décidé que l'interface d'accueil était étanche et sans fuite. Alors que le compte à rebours approchait pour le désamarrage, des commandes ont été envoyées pour libérer les attaches du côté du module Poisk de l'interface. Mais le mécanisme n'a pas répondu. On ne sait pas exactement ce qui a empêché ces attaches de répondre, cependant, Iourtchikhine a rapporté avoir trouvé un petit engrenage flottant du mécanisme lorsqu'il a retiré un couvercle. Une deuxième fenêtre d'atterrissage a été manquée à 04h35 UTC. Mais les ingénieurs russes n’ont pas réussi à résoudre le problème du mécanisme d’amarrage et la tentative de désamarrage a été annulée ce jour-là. L'équipage du Soyouz TMA-18 a retiré ses combinaisons pressurisées, a ouvert la trappe du Soyouz et est retourné dans la station spatiale.

## Galerie

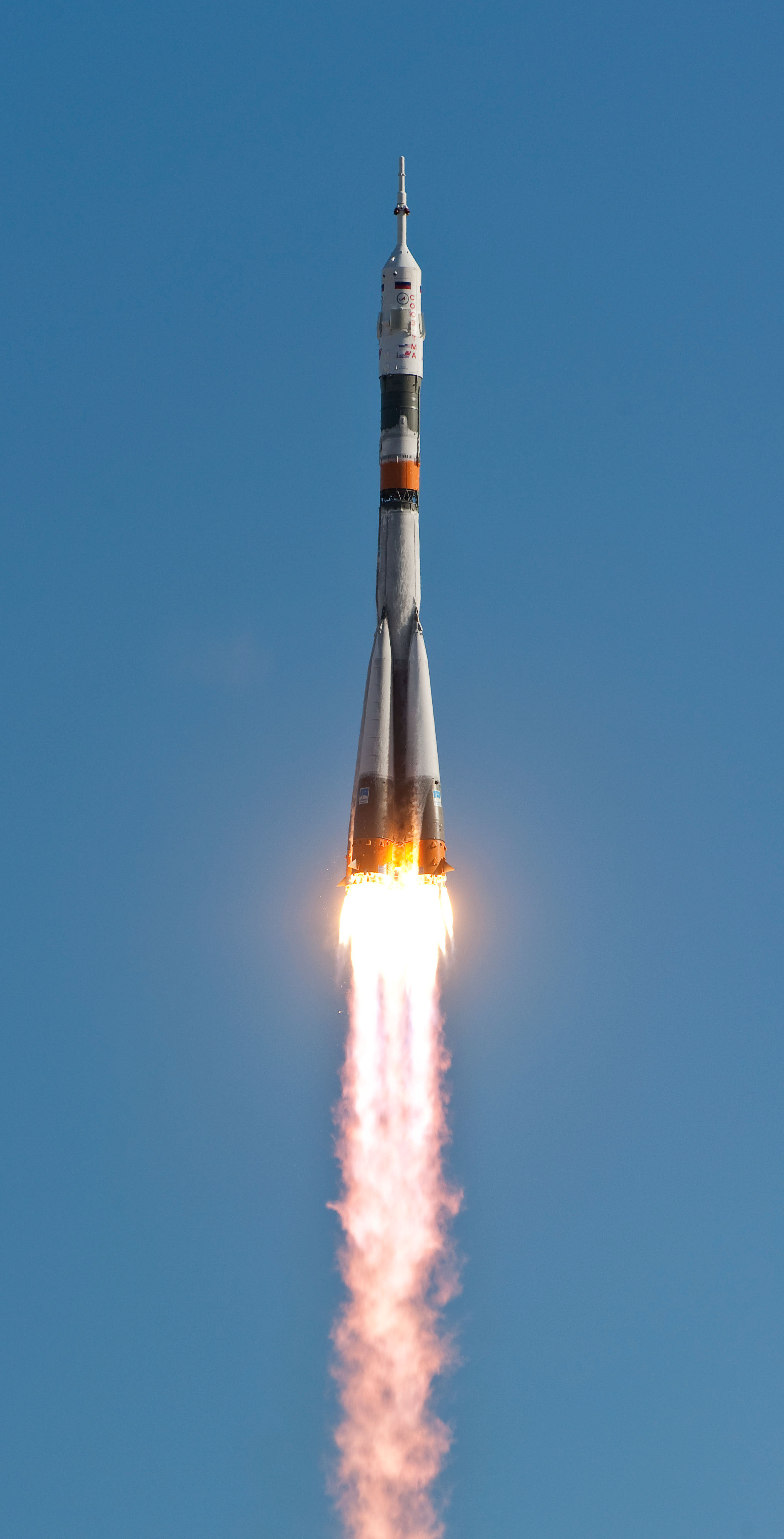
Décollage de Soyouz TMA-18.
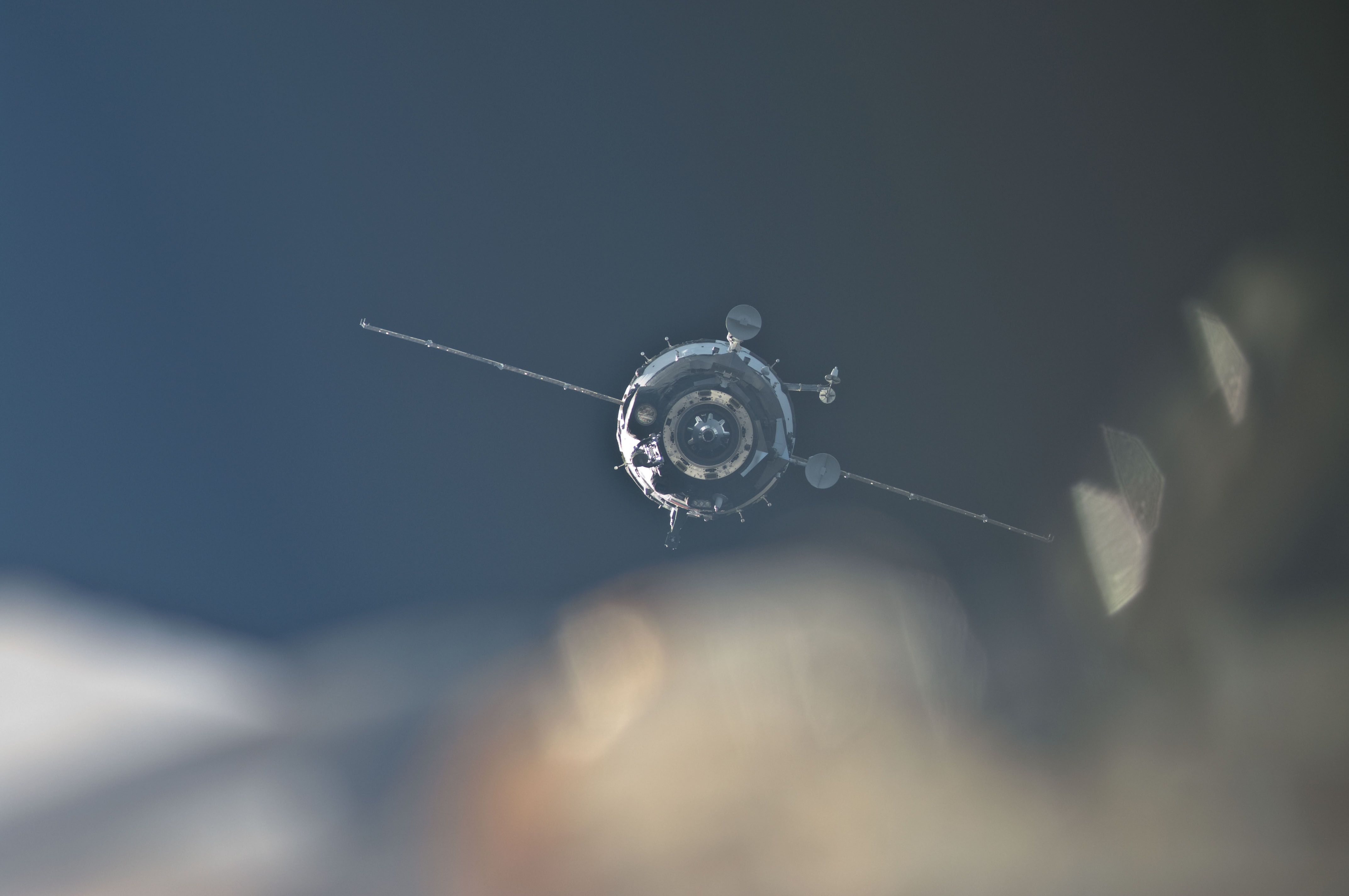
TMA-18 à l'approche de l'ISS.
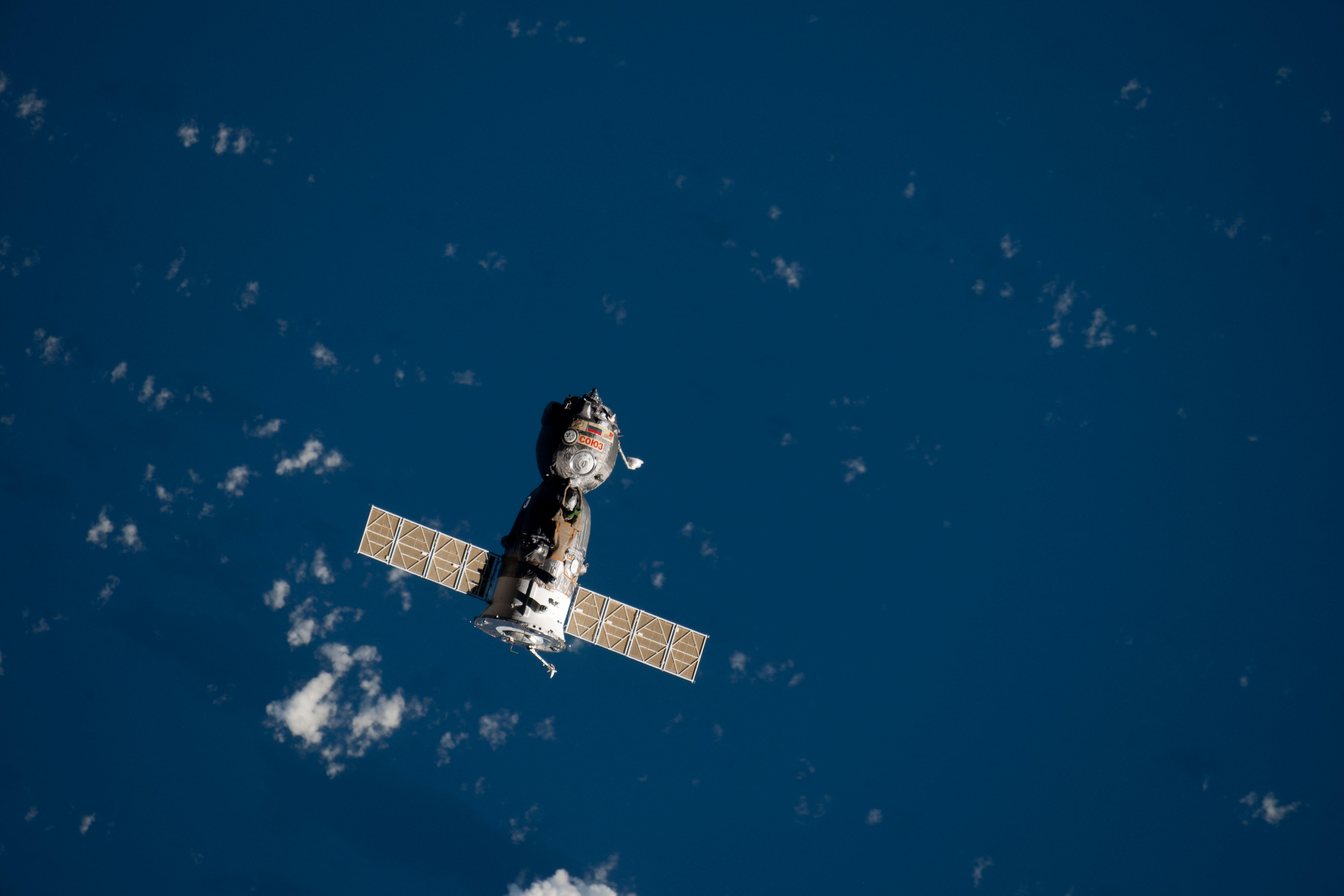
Le vaisseau spatial Soyouz TMA-18 quitte l'ISS.
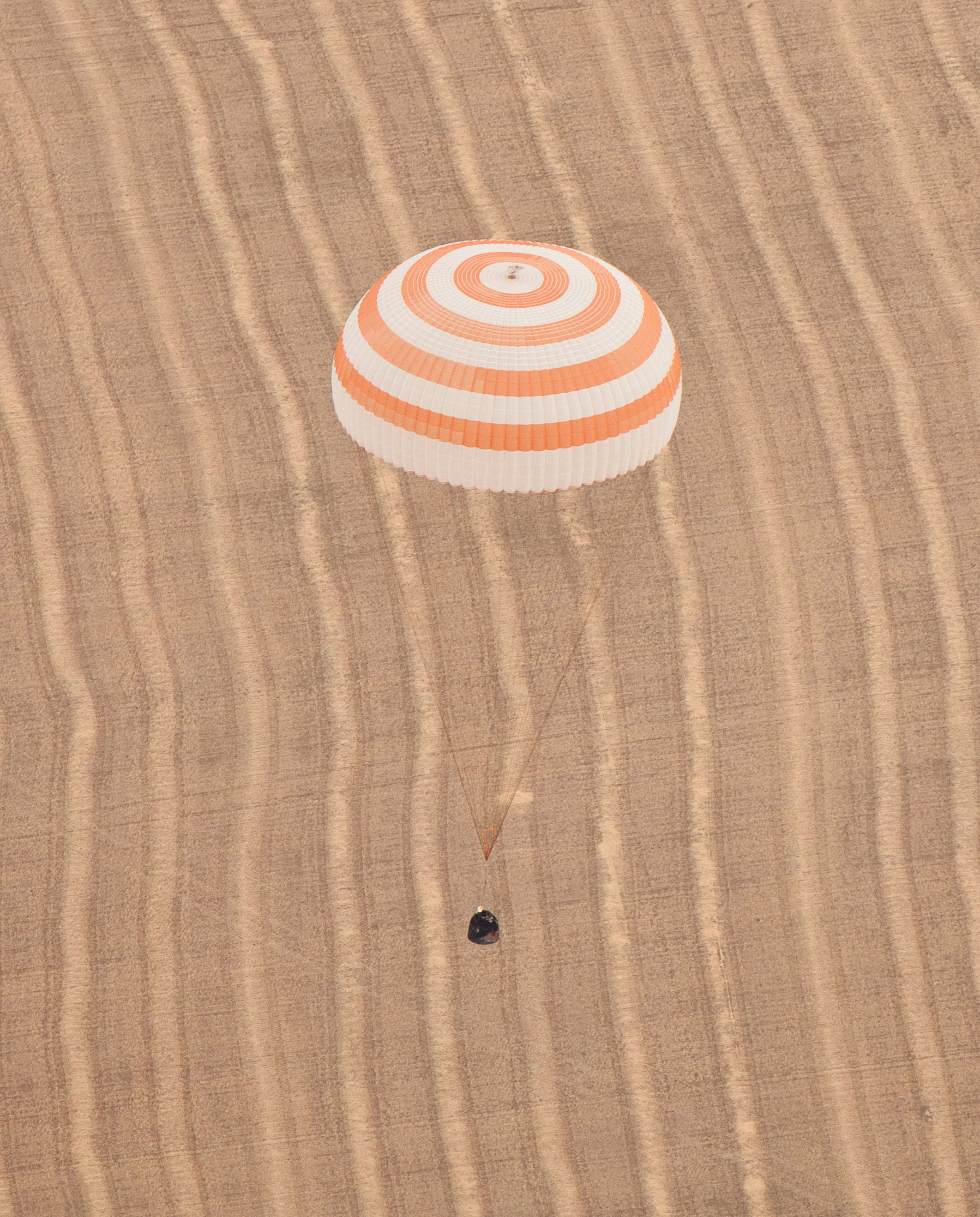
Atterrissage de Soyouz TMA-18.
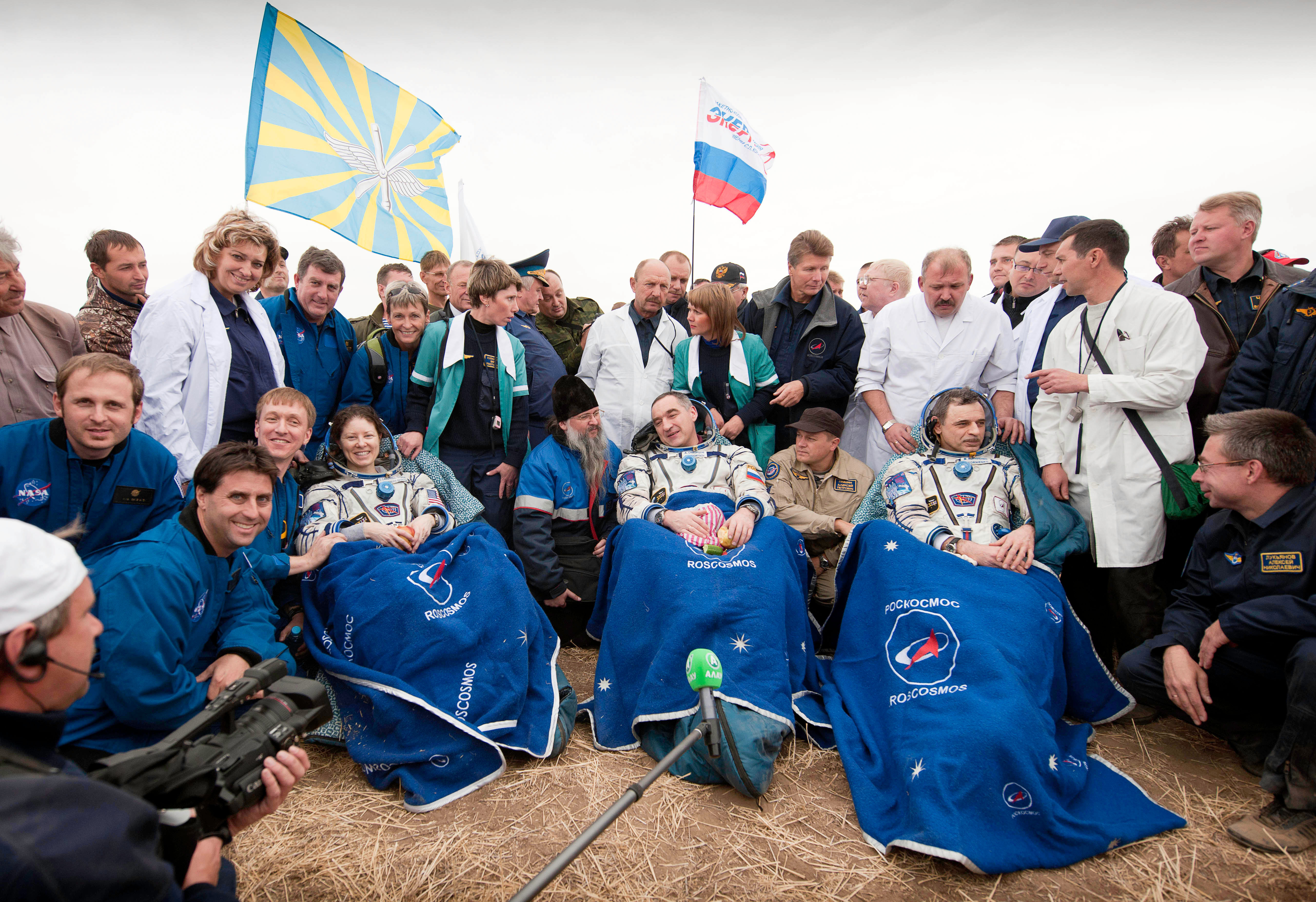
L'équipage assis sur des chaises à l'extérieur des capsules Soyouz quelques minutes après l'atterrissage.